# Bascortostão
O Bascortostão (por vezes Basquiristão ou Bashkortostão; russo:  Башкортостан, tr. Bashkortostan, em basquir: Башҡортостан, tr. Başqortostan), oficialmente República do Bascortostão (russo:  Республика Башкортостан, tr. Respublika Bashkortostan; em basquir: Башҡортостан Республикаһы, tr. Başqortostan Respublikahı), antigamente conhecido com Basquíria, Bachquíria ou Baquíria (russo:  Башки́рия, tr. Bashkíria), é uma divisão federal da Federação da Rússia. Tem 4 104 336 habitantes, o que faz dela a sétima mais habitada da Federação. Sua capital é a cidade de Ufa.

## História
Os primeiros assentamentos no território do Bascortostão foram criados no início do Paleolítico, porém, foi durante a Idade do Bronze, que o território foi altamente povoado.
O Bascortostão está ao sul dos Urais e nos Cis-Urais, nomeado nos termos do seu povo nativo — os basquírios (bashkort). Após o fim do Império Mongol, o território do Bascortostão foi dividido entre os canatos de Cazã e da Sibéria e a Horda Nogai.
As tribos que ali viviam eram chefiadas por bi (chefes tribais). Depois Cazã foi dominada por Ivan, o Terrível, em 1554–1555, representantes do oeste se aproximaram do czar com um pedido para aderir voluntariamente a Moscóvia.
A partir da segunda metade do século XVII, o território da Basquíria começou a tomar forma como uma parte do estado russo. Em 1798, a Assembleia Espiritual dos Muçulmanos da Rússia foi criada, uma indicação de que o governo czarista reconheceu os direitos dos basquírios, tártaros, e outras nações muçulmanas a professar o Islã e realizar rituais religiosos. Em 1865, foi criado o governorado de Ufa, com capital na cidade de mesmo nome.
Após a Revolução Russa, a República Socialista Soviética Autônoma Basquir (RSSAB) foi criada dentro da República Socialista Federativa Soviética Russa, em 1919, primeiro como Pequeno Bascortostão, mas o governorado de Ufa foi incorporado à recém-criada república. Durante o período soviético, foi concedido amplo direito autônomo, o primeiro entre outras regiões da Rússia. A estrutura administrativa da RSSA Basquir foi baseada em princípios semelhantes aos das outras repúblicas autônomas da Rússia.
A extração de petróleo começou em 1932. No final de 1943, grandes depósitos de petróleo  foram descobertos. Durante a Segunda Guerra Mundial, a região se tornou uma das principais da URSS para acomodar centrais elétricas e fábricas evacuados da Rússia Ocidental, bem como grandes massas de pessoas, gerando capacidade para dotar o país com armas, combustíveis e géneros alimentícios. Após a guerra, um bom número de indústrias foi desenvolvido, ligadas sobretudo à mineração, construção de máquinas e, principalmente, refinação de petróleo.
Em 11 de outubro de 1990, o Soviete Supremo da República aprovou a Declaração sobre a soberania do Estado da RSSA Basquir. Em 25 de fevereiro de 1992 a RSSA Basquir foi renomeada República do Bascortostão.
Em 31 de março de 1992 um pacto federativo "sobre a separação dos poderes e das competências entre os órgãos federais do poder da Federação Russa e os órgãos de poder da República do Bascortostão" foi assinado. Em 3 de agosto de 1994 um pacto "sobre a separação dos poderes e mútua delegação de poderes entre os órgãos de poder da Federação da Rússia e os órgãos de poder da República do Bascortostão" foi assinado.

## Geografia

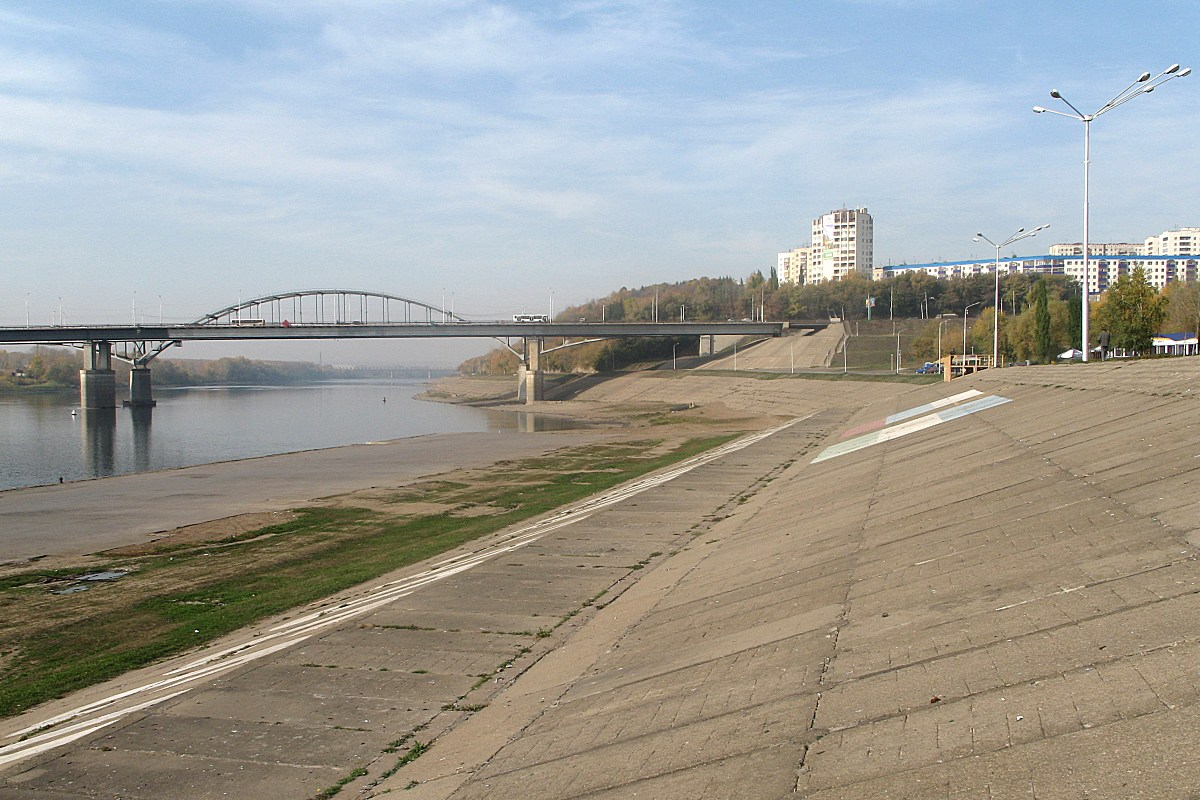
Rio Belaya na altura de Ufa.

O Bascortostão está localizado na parte sul dos Montes Urais e também engloba planícies próximas.

### Dados gerais
Área Total: 143.600 km².
Fronteira: A norte Krai de perm; a nordeste o Oblast de Sverdlovsk; a nordeste, leste e sudeste o Oblast de Chelyabinsk; a sudeste, sul e sudoeste o Oblast de Orenburg; a oeste a República do Tartaristão; a noroeste a República do Udmurt.
Ponto mais elevado: Monte Yamantau (1.638 metros de altitude).

### Características
Por estar localizado em áreas com planícies, o Bascortostão possui uma ampla hidrografia, servida por mais de 13 mil rios, muitos deles oferecem ligação com o sistema hidroviário russo. Também em consequência das áreas planas, são encontrados muitos lagos, dos quais o principal é o Lago Asylykül. Além das planícies, a república também possui planalto com curvas que vão dos 800 aos 1200 m de altitude.

### Recursos Minerais
A República do Bascortostão é um dos territórios mais ricos em recursos minerais da Rússia. Os principais recursos minerais da região são os combustíveis fósseis (petróleo, gás natural e carvão). Outros recursos encontrados em abundância são os minérios de manganês, o cromita, de ferro, de chumbo,e de tungstênio. Para além ainda são encontrados depósitos de pedras preciosas e semipreciosas como a malaquita e o jade.

## Economia
A economia do Bascortostão, sendo um dos maiores centros industriais da Rússia, tem uma estrutura diversificada e destaca-se pela alta concentração de produção. Possui um grande setor agrícola, de alta qualidade. As atividades industriais mais importantes são o processamento químico e o refinamento de petróleo. Bascortostão processa mais petróleo no país do que qualquer outra região, cerca de 26 milhões de toneladas por ano, e fornece 17% da gasolina na Rússia e 15% do diesel. Outros importantes produtos fabricados na república incluem álcoois, pesticidas e plásticos. Seu produto interno bruto (PIB) em 2007 foi de 645,000 milhões de rublos (mais de 18 bilhões de euros, ou 18 mil milhões de euros, usando a escala longa). Mais da metade da indústria concentra-se em Ufa.

## Demografia
Possuí uma população de mais de 4 milhões de habitantes e uma densidade demográfica de 28,6 hab./km².

### Dados demográficos
População Total: 4.063.293 de habitantes, segundo a estimativa para 2018.
Grupos étnicos: O Bascortostão possui três principais grupos étnicos: os russos, que representam 36% da população; os bashikirs, que representam 29% da população; os tártaros, que representam 25% da população. Ainda existem algumas minorias chuvaques, maris, ucranianas, moldavas e bielorrussas.
Religião: A principal religião da república é o Islamismo, do qual 55% da população são adeptos. A segunda principal religião é o Cristianismo Ortodoxo, com cerca de 22% de adeptos. Cristãos não ortodoxos somam 5% da população. Fiéis de outras religiões, agnósticos e ateus representam 18% da população.
Idioma: A língua oficial e amplamente usada na mídia e pelo governo é o russo. O bashkir e o tártaro são comumente usados pela população.
IDH: 0,832(muito alto).

### Maiores cidades
| Posição | Cidade      | População |
| 1       | Ufa         | 1.062.319 |
| 2       | Sterlitamak | 273.486   |
| 3       | Salavat     | 156.095   |
| 4       | Neftekamsk  | 121.733   |
| 5       | Oktyabrsky  | 109.474   |
| 6       | Beloretsk   | 68.806    |
| 7       | Tuymazy     | 66.836    |
| 8       | Ishimbay    | 66.259    |
| 9       | Kumertau    | 62.851    |
| 10      | Sibay       | 62.763    |

## Cultura
O Bascortostão é um dos grandes centros culturais da Rússia. Há uma rede de teatros nacionais, museus e bibliotecas. Além disso, possui um folclore diversificado, com conjuntos de dança folclórica. A fama da escola de dança basquir é mundial, muitos dos estudantes têm elevados prêmios internacionais, como Rudolf Nureiev.
O Islão é a religião principal entre os povos das etnias basquir e os tártaros. A maioria dos russos, chuvaches, maris e ucranianos são cristãos ortodoxos. Ainda há 13 mil judeus na república.